# Anarta acadiensis
Anarta acadiensis là một loài bướm đêm trong họ Noctuidae.